# Liste der Wappen im Rems-Murr-Kreis
Diese Liste beinhaltet alle in der Wikipedia gelisteten Wappen des Rems-Murr-Kreises in Baden-Württemberg, inklusive historischer Wappen. Fast alle Städte, Gemeinden und Kreise in Baden-Württemberg führen ein Wappen. Sie sind über die Navigationsleiste am Ende der Seite erreichbar.

## Rems-Murr-Kreis

Wappen des Rems-Murr-Kreises[1]
Der Rems-Murr-Kreis in Baden-Württemberg

## Städtewappen im Rems-Murr-Kreis

Backnang
Fellbach
Murrhardt
Schorndorf
Waiblingen
Weinstadt
Welzheim
Winnenden

- Backnang[2]
- Fellbach[3]
- Murrhardt[4]
- Schorndorf[5]
- Waiblingen[6]
- Weinstadt[7]
- Welzheim[8]
- Winnenden[9]

## Gemeindewappen im Rems-Murr-Kreis

Alfdorf[10]
Allmersbach im Tal[11]
Althütte[12]
Aspach[13]
Auenwald[14]
Berglen[15]
Burgstetten[16]
Großerlach[17]
Kaisersbach[18]
Kernen im Remstal[19]
Kirchberg an der Murr[20]
Korb[21]
Leutenbach[22]
Oppenweiler[23]
Plüderhausen[24]
Remshalden[25]
Rudersberg[26]
Schwaikheim[27]
Spiegelberg[28]
Sulzbach an der Murr[29]
Urbach[30]
Weissach im Tal[31]
Winterbach[32]

## Ehemalige Landkreiswappen

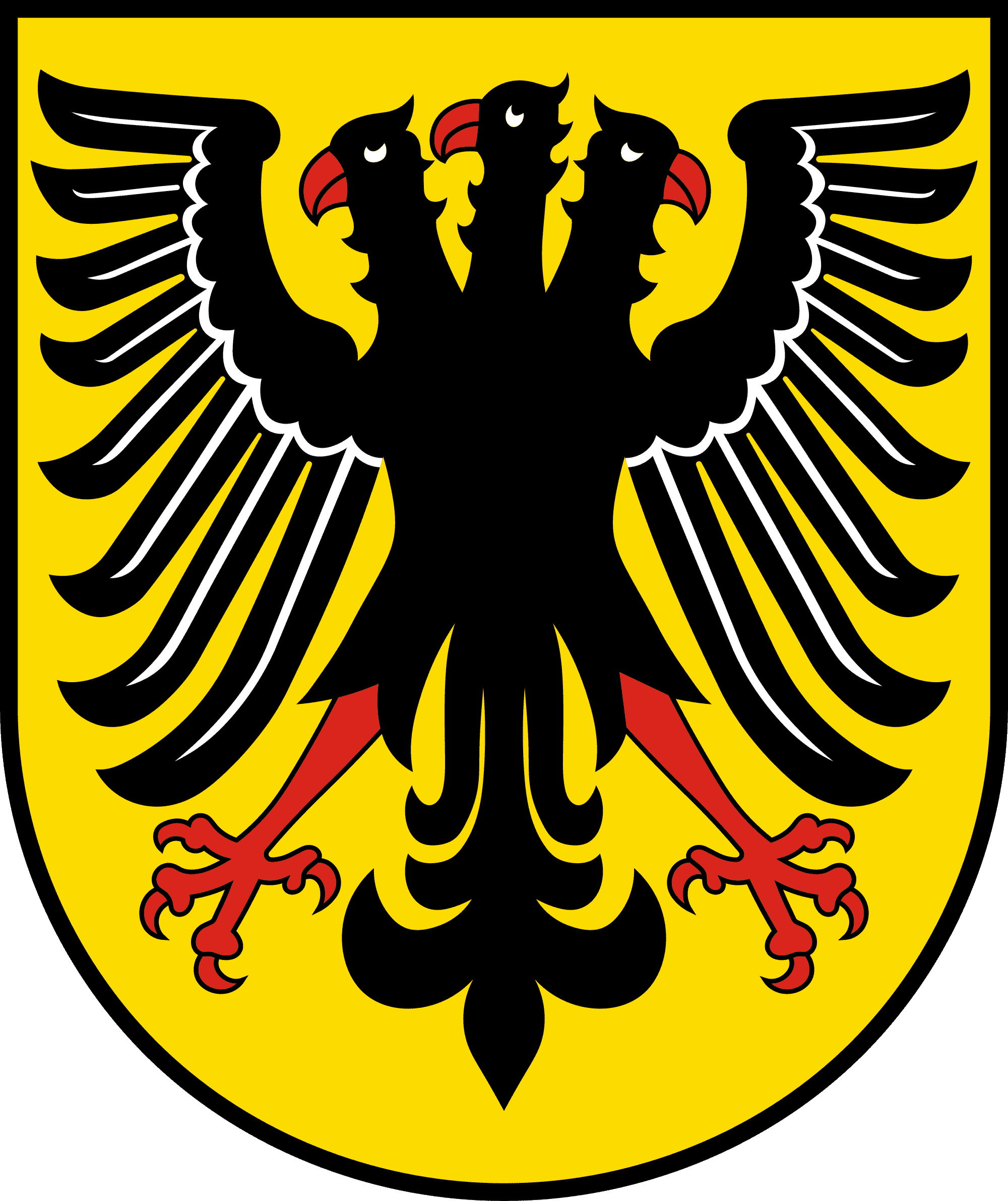
Landkreis Waiblingen
Landkreis Backnang[34]

## Ehemalige Gemeindewappen

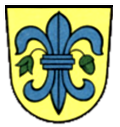
Alfdorf (altes Wappen)
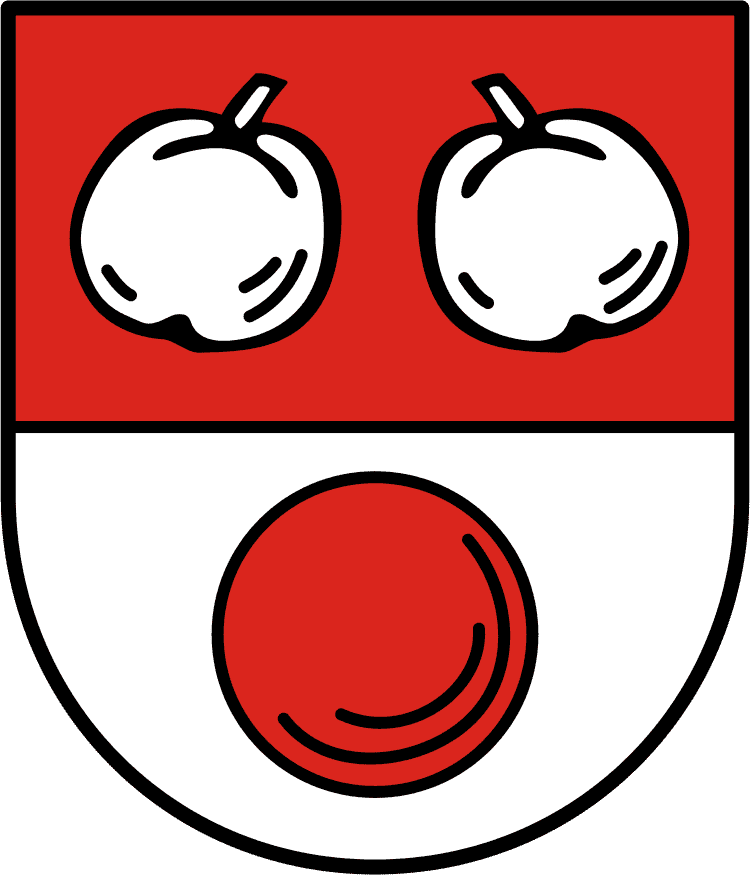
Allmersbach am Weinberg
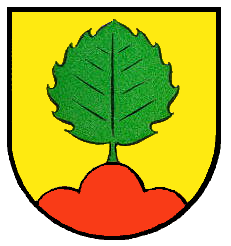
Asperglen
Baach (Winnenden)[38]
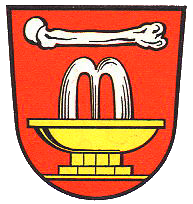
Beinstein
Beutelsbach[40]
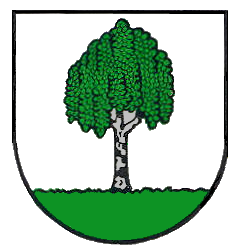
Birkmannsweiler
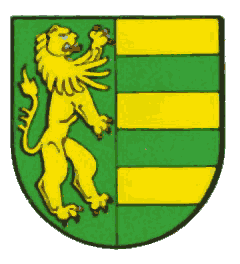
Bittenfeld
Breuningsweiler[43]
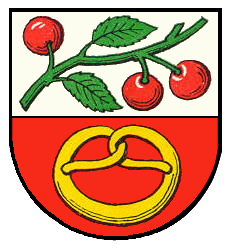
Bretzenacker
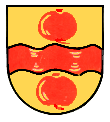
Bruch
Bürg[46]
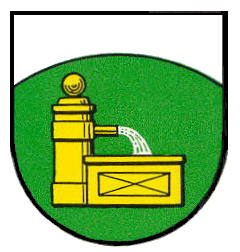
Buhlbronn
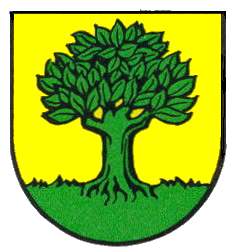
Buoch
Burgstall an der Murr[49]
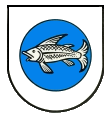
Cottenweiler
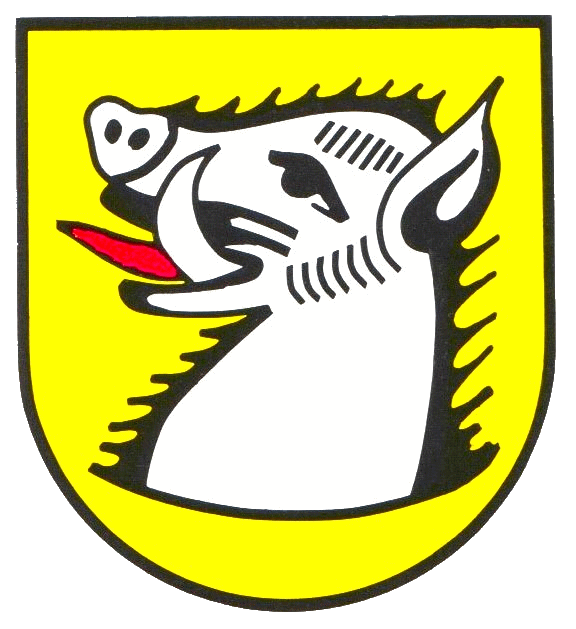
Ebersberg
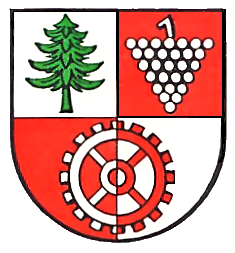
Endersbach
Erbstetten[53]
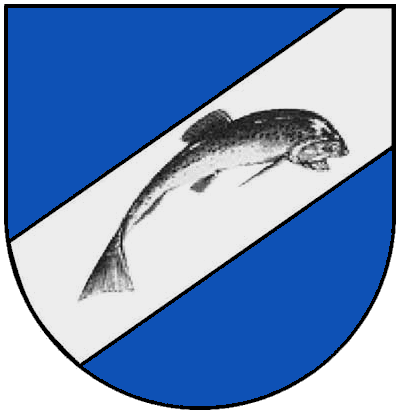
Fornsbach
Grab[55]
Geradstetten[56]
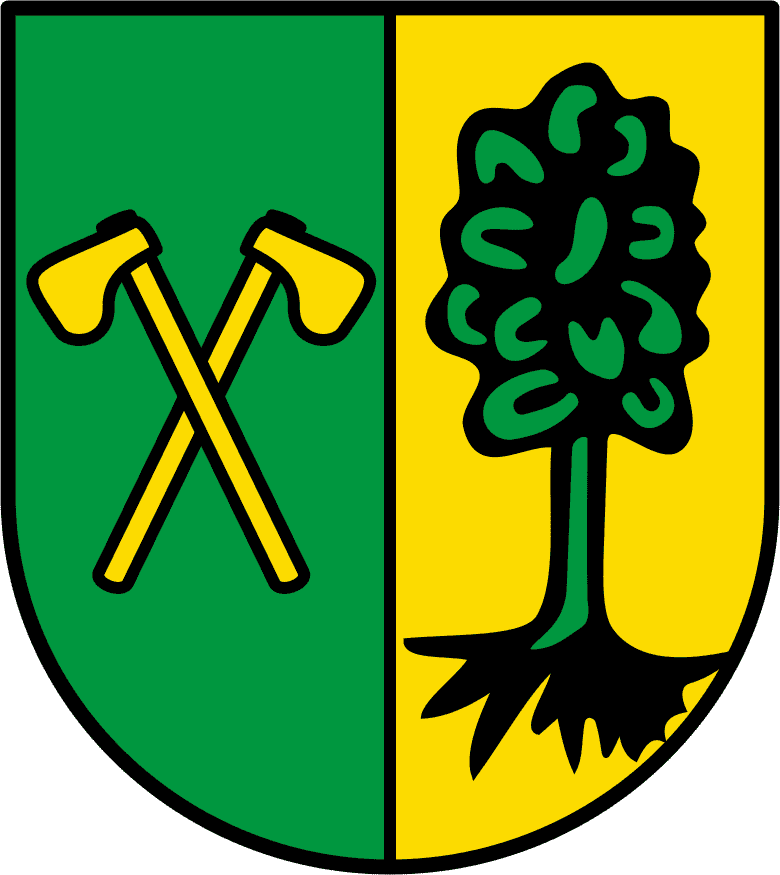
Großaspach
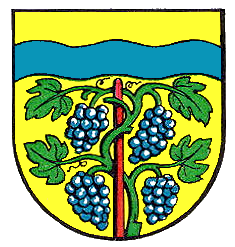
Großheppach
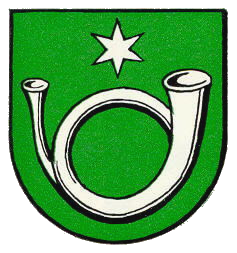
Grunbach
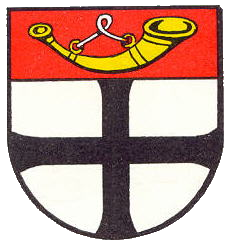
Hanweiler
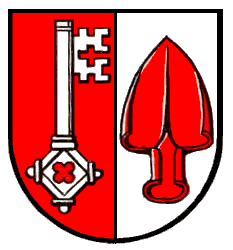
Haubersbronn
Hebsack[62]
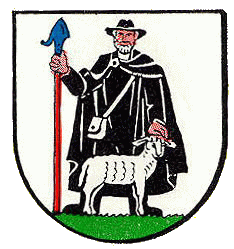
Hegnach
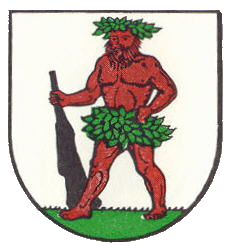
Hertmannsweiler
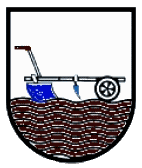
Heutensbach
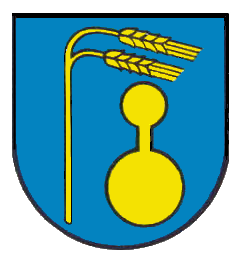
Höfen
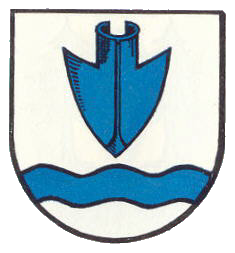
Hohenacker
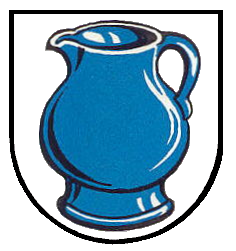
Hößlinswart
Jux[69]
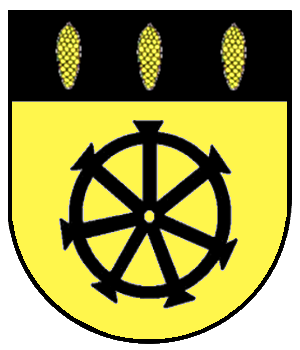
Kirchenkirnberg
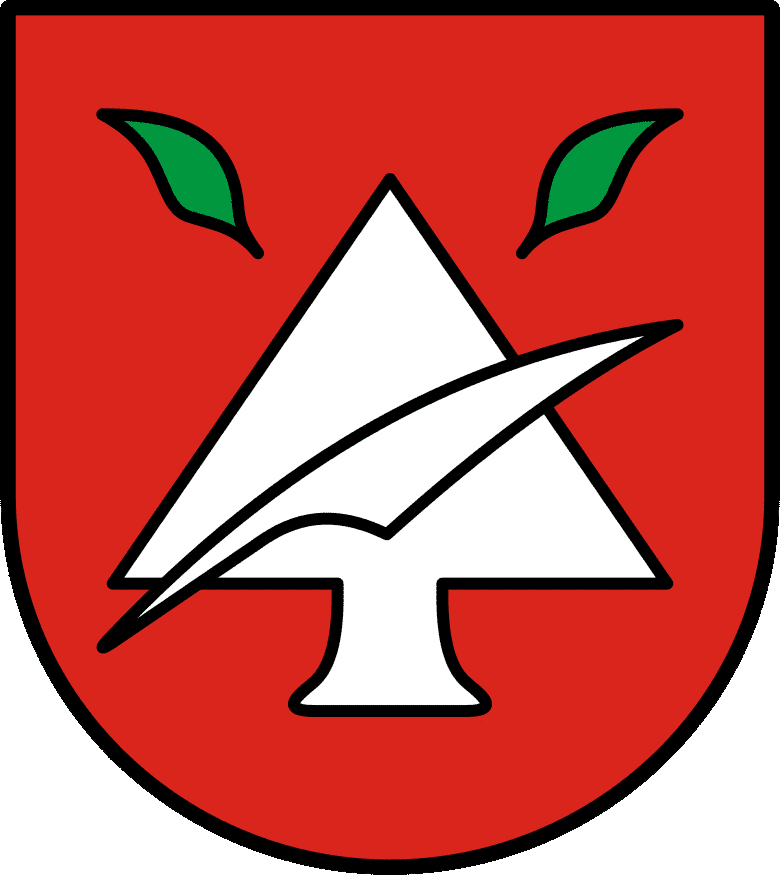
Kleinaspach
Kleinheppach[72]
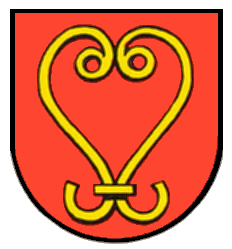
Leutenbach (altes Wappen)
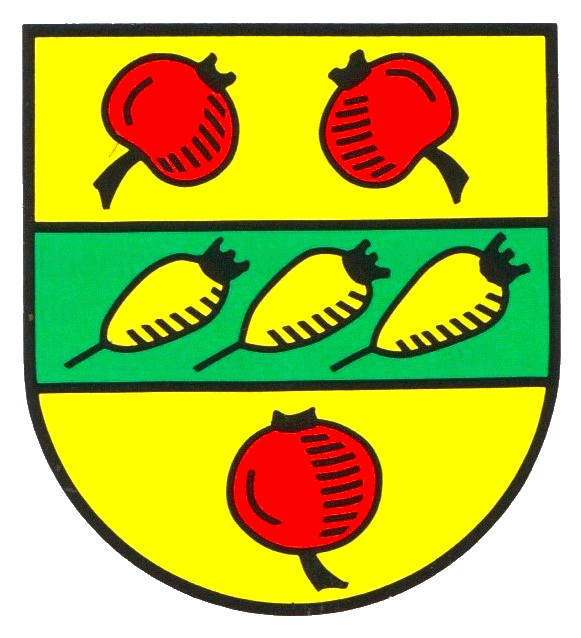
Lippoldsweiler
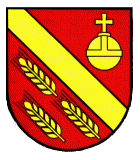
Maubach
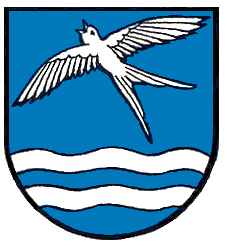
Miedelsbach
Nellmersbach[77]
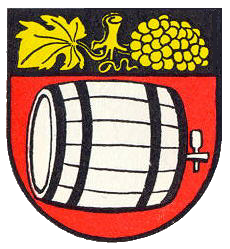
Neustadt an der Rems
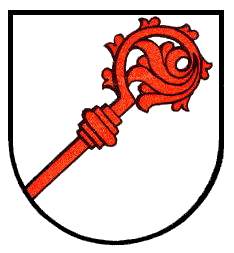
Oberberken
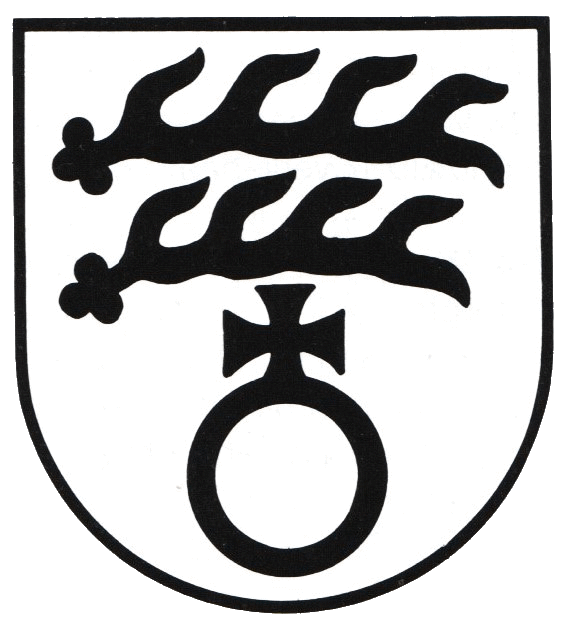
Oberbrüden
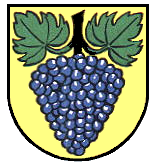
Oberurbach
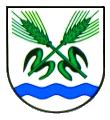
Oberweissach
Oeffingen[83]
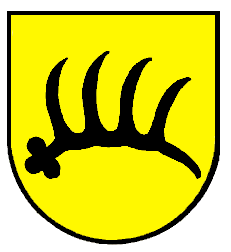
Oppelsbohm
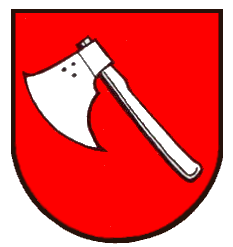
Ödernhardt
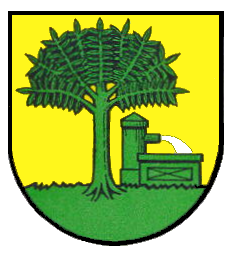
Öschelbronn
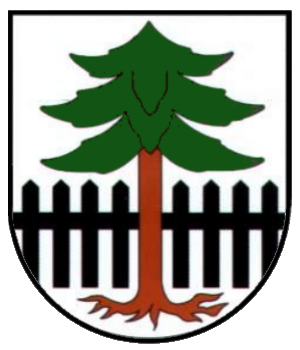
Pfahlbronn
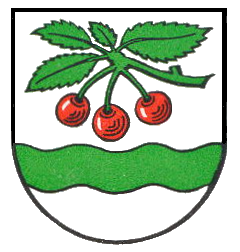
Reichenbach bei Winnenden
Rettersburg[89]
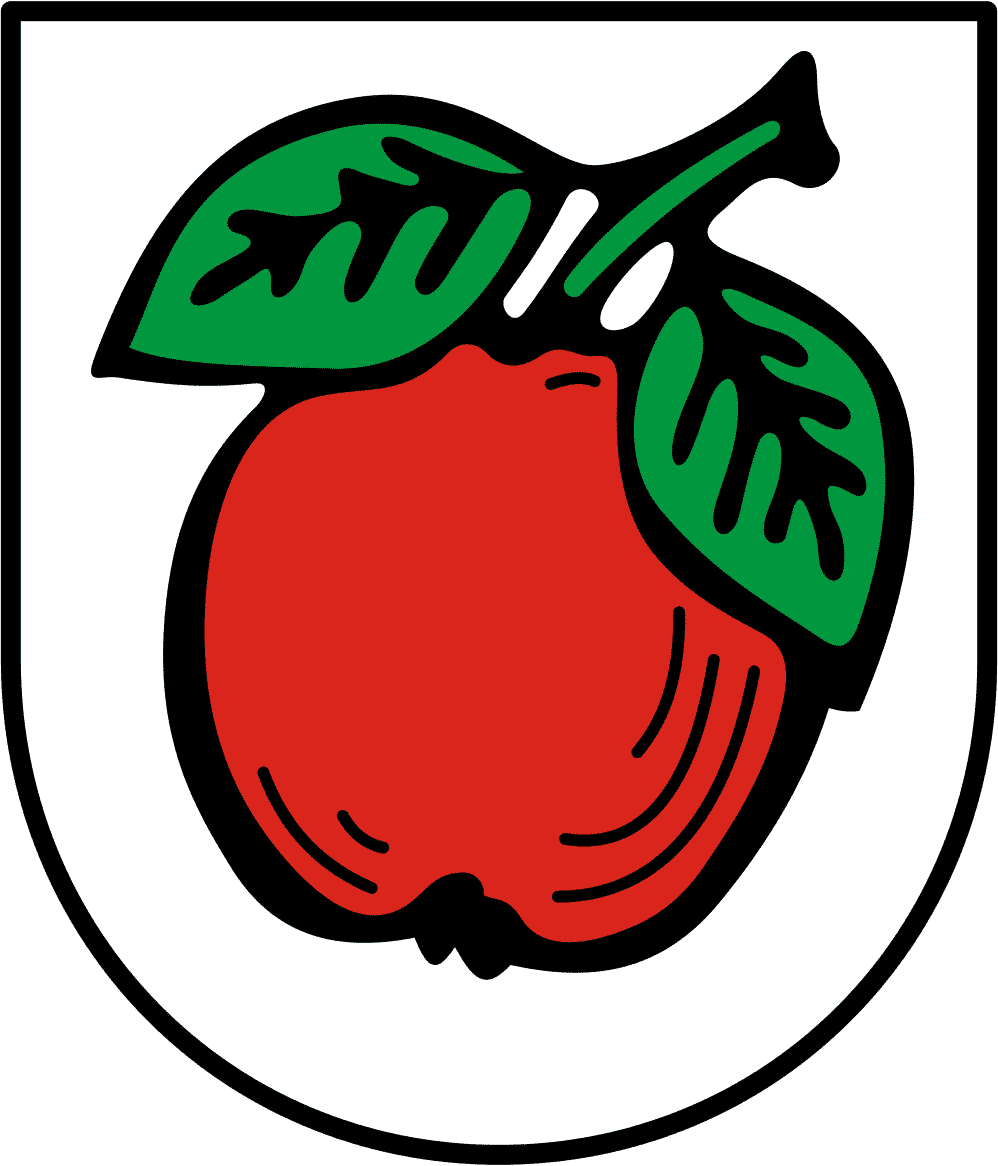
Rietenau
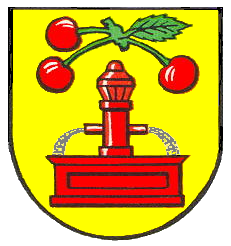
Rohrbronn
Rommelshausen[92]
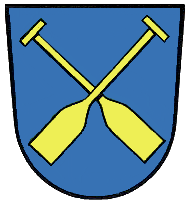
Rudersberg (altes Wappen)
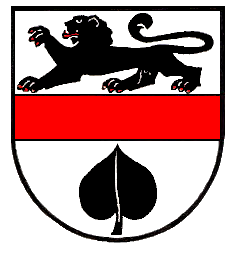
Schlechtbach
Schlichten[95]
Schmiden[96]
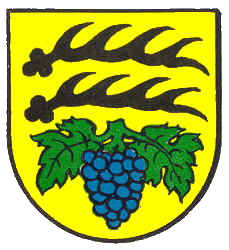
Schnait
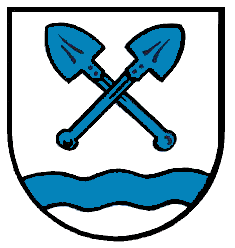
Schornbach
Spiegelberg (altes Wappen)[99]
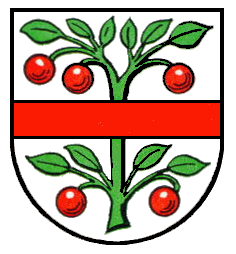
Steinach
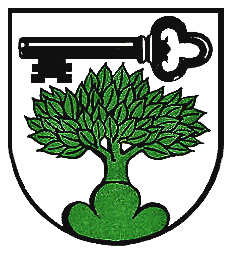
Steinenberg
Stetten im Remstal[102]
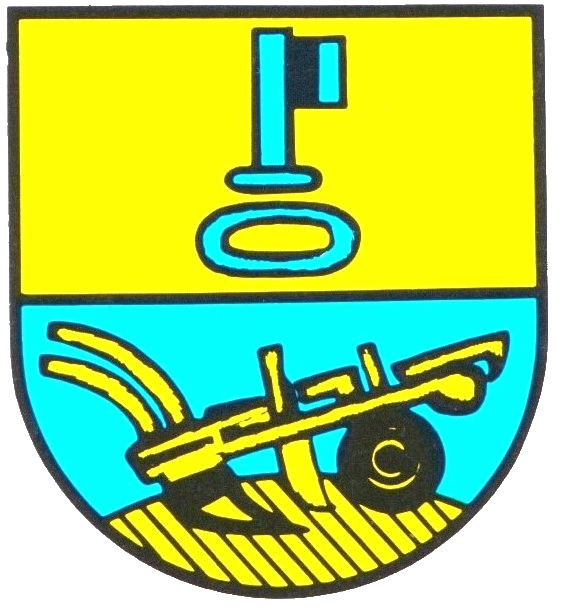
Unterbrüden
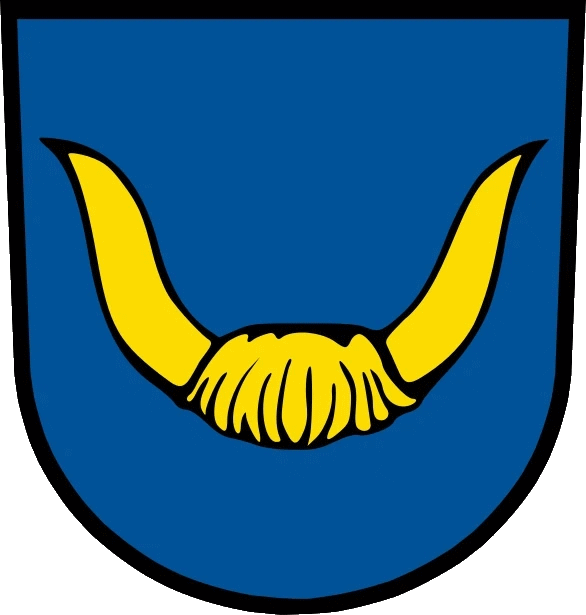
Unterurbach
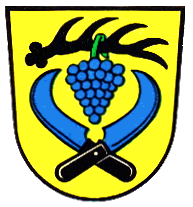
Strümpfelbach (Weinstadt)
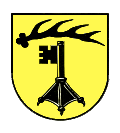
Unterweissach
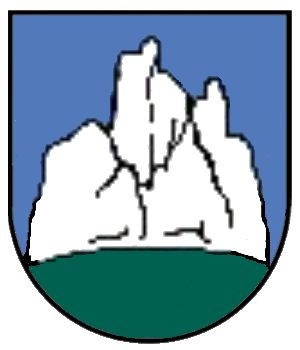
Vordersteinenberg
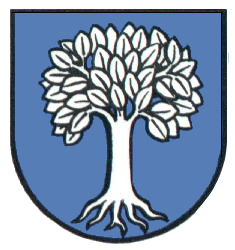
Vorderweißbuch
Weiler/Rems[109]
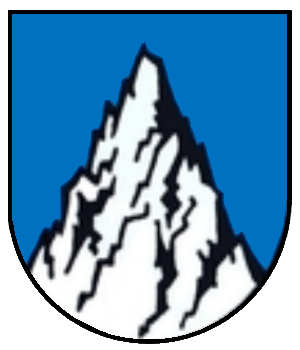
Weiler zum Stein

## Blasonierungen
1. ↑  Rems-Murr-Kreis: In Gold (Gelb) zwischen zwei schräglinken blauen Wellenleiste eine schräglinke schwarze Hirschstange.
2. ↑  Backnang: In gespaltenem Schild vorne in Silber drei liegende schwarze Hirschstange übereinander, hinten in Schwarz ein blauer Reichsapfel mit goldenem Beschläg und Kreuz.
3. ↑  Fellbach: In Rot drei silberne Wolfsangeln übereinander.
4. ↑  Murrhardt: In Silber auf grünem Boden eine grüne Tanne, an deren Stamm sich beiderseits je ein widersehender schwarzer Wolf aufrichtet.
5. ↑  Schorndorf: Unter goldenem Schildhaupt, darin eine liegende schwarze Hirschstange, in Rot zwei schräggekreuzte, mit dem Blatt nach oben gekehrte goldene Spaten (Schoren).
6. ↑  Waiblingen: Unter schwarzem Schildhaupt in Silber drei liegende schwarze Hirschstangen übereinander.
7. ↑  Weinstadt: Unter goldenem, mit einer fünfendigen schwarzen Hirschstange belegtem Schildhaupt in Schwarz eine goldene Traube.
8. ↑  Welzheim: In Silber auf grünem Hügel eine grüne Tanne.
9. ↑  Winnenden: In Silber ein von zwei grünen Winden umgebener goldener Schild, darin drei liegende schwarze Hirschstangen.
10. ↑  Alfdorf: In Gold ein erniedrigter schwarzer Zaun (vier Pfähle), überdeckt mit einem grünen Dreiberg, aus dem eine blaue Lilie wächst, die am Bund rechts mit einer abwärts geneigten grünen Buchel, links mit einer abwärts geneigten grünen Eichel besteckt ist.
11. ↑  Allmersbach im Tal: In Silber eine rote Armbrust.
12. ↑  Althütte: In Blau zwei schräggekreuzte silberne Glasmacherpfeifen.
13. ↑  Aspach: Von Grün und Silber im Wellenschnitt schräglinks geteilt, das silberne Feld oben in ein schräges silbernes Espenblatt, das grüne Feld unten in eine grüne Weintraube auslaufend.
14. ↑  Auenwald: In Blau eine bis nahe zum Oberrand erhöhte durchgehende goldene Zinnenmauer (3 Zinnen), belegt mit einem rot bezungten schwarzen Eberrumpf mit silbernen Hauern.
15. ↑  Berglen: In Gold auf grünem Dreiberg ein grüner Kirschbaum mit neun Blättern.
16. ↑  Burgstetten: Unter blauem Schildhaupt, darin ein mit goldenen Wimpern versehenes Auge, in Gold zwei gegeneinander gekehrte S-förmige rote Doppelhaken (Wolfseisen).
17. ↑  Großerlach: In Gold aus dem Unterrand emporkommend ein roter Limes-Wachtturm, oben beiderseits begleitet von je einem grünen Erlenzweig.
18. ↑  Kaisersbach: In Gold über einem blauen Wellenschildfuß zwei bewurzelte grüne Tannen nebeneinander.
19. ↑  Kernen im Remstal: In Gold sechs schräge Rauten in zwei Reihen aneinander, die obere Dreierreihe blau, die untere schwarz.
20. ↑  Kirchberg an der Murr: In Rot auf grünem Berg eine silberne Kirche.
21. ↑  Korb: In gespaltenem Schild vorne in Gold eine blaue Traube, hinten in Blau ein goldener Bienenkorb.
22. ↑  Leutenbach: In Rot ein silberner Balken, begleitet von drei fünfblättrigen goldenen Rosen mit schwarzen Kelchblättern (2:1).
23. ↑  Oppenweiler: In Gold ein roter Schrägbalken, belegt mit drei (heraldisch) rechtsgewendeten goldenen Streitbeilen.
24. ↑  Plüderhausen: Unter goldenem Schildhaupt, darin eine schwarze Hirschstange, in Rot ein silbernes Glevenkreuz.
25. ↑  Remshalden: In Blau unten ein goldenes Jagdhorn, dessen Bogen oben vom Schaft eines goldenen Tatzen-Stechkreuzes überdeckt wird.
26. ↑  Rudersberg: Von Gold und Grün im Zinnenschnitt (drei grüne Zinnen) geteilt, oben eine liegende schwarze Hirschstange, unten eine silberne Wellenleiste.
27. ↑  Schwaikheim: In Rot schräggekreuzt ein goldener Amtsstab (Vogtsstab) und ein goldener Krummstab.
28. ↑  Spiegelberg: In von Gold und Grün gespaltenem Schild ein in verwechselten Farben gespaltener Dreiberg, aus dessen mittlerer Kuppe eine gleichfalls in verwechselten Farben gespaltene Eichenstaude mit drei Blättern wächst (Spiegelbild).
29. ↑  Sulzbach an der Murr: In geteiltem Schild oben in Gold ein schreitender roter Löwe, unten in Blau ein silberner Fisch.
30. ↑  Urbach: Unter goldenem Schildhaupt, darin eine schwarze Hirschstange, in Rot ein silberner Brackenrumpf.
31. ↑  Weissach im Tal: In Blau über einem erniedrigten silbernen Wellenbalken ein silberner Schlüssel, dessen Griff die Form eines Entenfußes hat.
32. ↑  Winterbach: In Rot ein silberner Wellenbalken, darüber eine goldene Krone, darunter eine silberne Hape mit goldenem Griffholz.
33. ↑  Landkreis Waiblingen: In Gold (Gelb) ein dreiköpfiger, rotbewehrter schwarzer Adler.
34. ↑  Landkreis Backnang: Unter goldenem (gelbem) Schildhaupt, darin eine liegende schwarze Hirschstange, gespalten von Silber (Weiß) und Blau; vorne ein blauer Reichsapfel mit goldener (gelber) Spange und goldenem (gelbem) Kreuz, hinten ein goldener (gelber) Doppelbecher.
35. ↑  Alfdorf (altes Wappen): In Gold eine blaue Lilie, von deren Bund rechts eine grüne Buchel, links eine grüne Eichel abhängt.
36. ↑  Allmersbach am Weinberg: In geteiltem Schild oben in Rot zwei silberne Äpfel nebeneinander, unten in Silber eine rote Kugel.
37. ↑  Asperglen: In Gold auf rotem Dreiberg ein grünes Espenblatt (Aspenblatt).
38. ↑  Baach (Winnenden): In Silber eine mit einem silbernen Pfahl belegte blaue Scheibe.
39. ↑  Beinstein: In Rot unter einem liegenden silbernen Oberschenkelknochen eine goldene Brunnenschale mit silbernem Sprudel.
40. ↑  Beutelsbach: Unter schwarzem Schildhaupt, darin ein liegender goldener Beutel, in Gold drei liegende schwarze Hirschstange.
41. ↑  Birkmannsweiler: In Silber auf grünem Boden eine natürliche Birke.
42. ↑  Bittenfeld: In gespaltenem Schild vorne in Grün ein goldener, rotbewehrter linksgekehrter steigender Löwe, hinten fünfmal von Gold über Grün geteilt.
43. ↑  Breuningsweiler: In Gold unter einer schrägen schwarzen Leiter eine rote Erdbeere mit grünen Kelchblättern und grünem Stiel.
44. ↑  Bretzenacker: In von Silber und Rot geteiltem Schild oben ein grüner Kirschenzweig mit drei roten Kirschen, unten eine goldene Brezel.
45. ↑  Bruch: In Gold ein roter Wellenbalken, oben und unten begleitet von je einem roten Apfel mit abwärts gekehrtem Stiel.
46. ↑  Bürg: In Silber auf grünem Berg, belegt mit einer gestürzten silbernen Pflugschar, eine zweitürmige rote Burg.
47. ↑  Buhlbronn: Unter einem eingebogenen silbernen Schildhaupt in Grün ein laufender goldener Dorfbrunnen.
48. ↑  Buoch: In Gold auf grünem Boden eine grüne Buche.
49. ↑  Burgstall an der Murr: In Gold zwei gegeneinander gekehrte S-förmige rote Doppelhaken (Wolfseisen). Tingierung unsicher
50. ↑  Cottenweiler: In Silber eine blaue Scheibe, belegt mit einem silbernen Fisch.
51. ↑  Ebersberg: Auf goldenem (gelben) Grund ein silberner (weißer), rot bezungter Eberkopf.
52. ↑  Endersbach: Von Silber und Rot geviert, in Feld 1 eine grüne Tanne, in Feld 2 eine silberne Traube, unten ein vierspeichiges, mit 16 Zähnen versehenes Zahnrad in verwechselten Farben.
53. ↑  Erbstetten: In Blau ein mit goldenen Wimpern versehenes Auge mit blauer Iris. Tingierung unsicher
54. ↑  Fornsbach: In Blau ein silberner Wellenbalken, belegt mit einer natürlichen Forelle.
55. ↑  Grab: In blauem Feld auf grünem Hügel ein goldener gemauerter Wachturm.
56. ↑  Geradstetten: In Gold ein schwarzes M mit aufgesetztem schwarzem Stechkreuz.
57. ↑  Großaspach: In gespaltenem Schild vorne in Grün zwei schräggekreuzte goldene Beile, hinten in Gold eine bewurzelte grüne Espe.
58. ↑  Großheppach: In Gold oben ein blauer Wellenbalken, darunter ein Weinstock mit vier Trauben in natürlichen Farben.
59. ↑  Grunbach: In Grün unter einem sechsstrahligen silbernen Stern ein silbernes Jagdhorn.
60. ↑  Hanweiler: In Silber unter einem roten Schildhaupt, darin ein goldenes Hifthorn mit silberner Fessel, ein durchgehendes schwarzes Kreuz mit Tatzenenden.
61. ↑  Haubersbronn: In gespaltenem Schild vorne in Rot ein aufrechter silberner Schlüssel, hinten in Silber eine gestürzte rote Pflugschar.
62. ↑  Hebsack: In Silber der schwarze Großbuchstabe Z.
63. ↑  Hegnach: In Silber auf grünem Boden ein schwarz gekleideter Schäfer, unten belegt mit einem linkshin stehenden, hersehenden, silbernen Schaf. Die Rechte des Schäfers hält eine Schäferschippe mit blauem Blatt und rotem Schaft, die Linke ruht auf dem Kopf des Schafes.
64. ↑  Hertmannsweiler: In Silber auf grünem Boden ein laubbekränzter, laubbeschürzter wilder Mann mit einer schwarzen Keule.
65. ↑  Heutensbach
66. ↑  Höfen: In Blau ein goldener Ährenstengel mit zwei nach links gekehrten Ähren und das goldene Ortszeichen (über einer größeren Scheibe eine mit ihr durch einen Stab verbundene kleinere Scheibe) nebeneinander.
67. ↑  Hohenacker: In Silber über einem erniedrigten blauen Wellenbalken eine blaue Pflugschar.
68. ↑  Hößlinswart: In Silber ein blauer Krug
69. ↑  Jux: In Rot eine bewurzelte goldene Eiche, deren Stamm von zwei silbernen Kelchgläsern begleitet ist.
70. ↑  Kirchenkirnberg: Unter schwarzem Schildhaupt, darin drei goldene Tannenzapfen nebeneinander, in Gold ein schwarzes Mühlrad.
71. ↑  Kleinaspach: In Rot eine silberne Pflugschar vor zwei schräggekreuzten Espenblättern, über der Pflugschar schräglinks ein silbernes Senseneisen.
72. ↑  Kleinheppach: In Silber ein zweiblättriges natürliches Maiglöckchen mit drei Blüten übereinander.
73. ↑  Leutenbach (altes Wappen): In Rot eine herzförmige goldene Hafte (Spange).
74. ↑  Lippoldsweiler: Auf goldenem (Gelben) Grund mittig ein grüner Balken, belegt mit drei goldenen (gelben) Birnen, begleitet von drei (2:1) roten Äpfeln.
75. ↑  Maubach: In rotem Schild ein goldener Schrägrechtsbalken, begleitet oben von einem goldenen Reichsapfel mit aufgestecktem Kreuz, unten von drei (2:1) rechtsschrägen goldenen Ähren.
76. ↑  Miedelsbach: In Blau über zwei erniedrigten silbernen Wellenbalken eine schrägrechts fliegende silberne Schwalbe.
77. ↑  Nellmersbach: In Gold eine schwarze Armbrust.
78. ↑  Neustadt an der Rems: Unter schwarzem Schildhaupt, darin eine goldene Traube mit goldenem Stiel und Blatt, in Rot ein liegendes, silbernes Fass mit schwarzen Reifen und links angebrachtem silbernen Zapfhahn.
79. ↑  Oberberken: In Silber ein aus dem Schildrand wachsender schräglinker roter Abtsstab mit abwärts gekehrter Krümme.
80. ↑  Oberbrüden: In Silber (in der Heraldik als Weiß dargestellt) ein Reichsapfel (dargestellt als schwarzer Ring) mit Tatzenkreuz, darüber zwei Hirschstangen in Schwarz.
81. ↑  Oberurbach: In Gold eine hängende blaue Traube mit zwei grünen Blättern.
82. ↑  Oberweissach: In Silber über einer erniedrigten blauen Wellenleiste zwei schräggekreuzte grüne Ähren.
83. ↑  Oeffingen: In Silber ein doppelarmiges rotes Kreuz.
84. ↑  Oppelsbohm: In Gold eine liegende fünfendige schwarze Hirschstange.
85. ↑  Ödernhardt: In Rot eine schräggestellte silberne Axt.
86. ↑  Öschelbronn: In Gold auf grünem Boden eine grüne Esche und ein laufender grüner Dorfbrunnen nebeneinander.
87. ↑  Pfahlbronn: In Gold eine bewurzelte grüne Tanne vor einem durchgehenden schwarzen Zaun.
88. ↑  Reichenbach bei Winnenden: In Silber über einem erniedrigten grünen Wellenbalken ein grüner Kirschenzweig mit drei roten Kirschen.
89. ↑  Rettersburg: In Gold ein sechsspeichiges rotes Rad.
90. ↑  Rietenau: In Silber ein roter Apfel mit schwarzem Butzen an grünem Stiel und mit grünen Blättern.
91. ↑  Rohrbronn: In Gold ein laufender roter Doppelröhrenbrunnen, darüber ein grüner Kirschenzweig mit einem grünen Blatt und drei roten Kirschen.
92. ↑  Rommelshausen: In geteiltem Schild oben in Schwarz der goldene Großbuchstabe R, unten von Schwarz und Gold gerautet.
93. ↑  Rudersberg (altes Wappen): In Blau zwei schräggekreuzte, abwärts gekehrte goldene Ruder.
94. ↑  Schlechtbach: In silbernem Feld ein roter Balken (= Wappen Waldenstein), darüber im oberen silbernen Feld ein nach heraldisch rechts schreitender schwarzer, rotbezungter Löwe (aus dem Wappen der Hohenstaufen), darunter im unteren silbernen Feld ein schwarzes Lindenblatt (= Wappen Lindental).
95. ↑  Schlichten: In Rot zwei mit der Öffnung nach außen sich überschneidende halbe silberne Ringe.
96. ↑  Schmiden: Geteilt, oben in Blau eine goldene Garbe, unten in Gold ein liegender blauer Schmiedehammer.
97. ↑  Schnait: In Gold unter zwei liegenden schwarzen Hirschstangen eine blaue Traube mit zwei grünen Blättern.
98. ↑  Schornbach: In Silber über einem erniedrigten blauen Wellenbalken, zwei schräggekreuzte, mit dem Blatt nach oben gerichtete blaue Spaten (Schoren).
99. ↑  Spiegelberg (altes Wappen): In Gold über grünem Dreiberg ein viereckiger schwarzgerahmter silberner Spiegel.
100. ↑  Steinach: In Silber ein grüner Kirschzweig mit fünf (oben drei, unten zwei) roten Kirschen, überdeckt mit einem roten Balken.
101. ↑  Steinenberg: In Silber unter einem liegenden, mit dem Bart nach rechts weisenden schwarzen Schlüssel auf grünem Dreiberg ein grüner Obstbaum.
102. ↑  Stetten im Remstal: In Gold schräglinks übereinander und zusammenhängend drei schräge blaue Rauten.
103. ↑  Unterbrüden
104. ↑  Unterurbach: In Blau ein goldenes Auerochsengehörn mit behaartem Grindansatz.
105. ↑  Strümpfelbach: In Gold unter einer liegenden schwarzen Hirschstange, an der eine blaue Traube hängt, zwei schräggekreuzte Weinberghapen mit zugekehrten blauen Schneiden und schwarzen Griffen.
106. ↑  Unterweissach: In Gold unter einer liegenden schwarzen Hirschstange ein pfahlweis gestellter schwarzer Schlüssel mit Griff in Form eines Entenfußes und nach rechts gerichtetem Bart.
107. ↑  Vordersteinenberg: In Blau auf grünem Hügel ein silberner Fels.
108. ↑  Vorderweißbuch: In Blau ein bewurzelte silberne Buche.
109. ↑  Weiler/Rems: In Gold über einem erniedrigten blauen Wellenbalken ein gestürzter schwarzer Drudenfuß (eine Spitze nach unten).
110. ↑  Weiler zum Stein:In Blau ein silberner Fels.
Noch offene Wappenbeschreibungen: Ebersberg, Großerlach (altes Wappen), Heiningen, Heutensbach, Lippoldsweiler, Nassach, Oberbrüden, Sechselberg, Strümpfelbach, Unterbrüden, Waldrems.